# Enrique Juan Vallejo
Enrique Juan Vallejo (6 de mayo de 1882 - 3 de mayo de 1950) fue un director de fotografía y director de cine mexicano, activo en Hollywood durante la época del cine mudo.
Apodado "Harry", Vallejo trabajó junto a Frank D. Williams en Kid Auto Races at Venice (1914), protagonizada por Charlie Chaplin, junto a Harry M. Fowler en Tarzán de los monos (1918) y junto a Henry Sharp en Don Q, Son of Zorro (1925), dirigida por Donald Crisp. También trabajó en Making a Living (1914), dirigida por Henry Lehrman, producida por Mack Sennett y escrita por Reed Heustis.

## Filmografía
| - Her Sacrifice (1926) - Don Q, Son of Zorro (1925) - General Álvaro Obregón en el castillo de Chapultepec (1922) - The Three Must-Get-Theres (1922) - El hombre sin patria (1922) - The Millionaire (1921) - The Lure of Egypt (1921) - The Spenders (1921) - The Killer (1921) - Mitad y mitad (1921) | - The U.P. Trail (1920) - The Money Changers (1920) - The Dwelling Place of Light (1920) - Riders of the Dawn (1920) - The Romance of Tarzan (1918) - Tarzan of the Apes (1918) - The Eyes of the World (1917) - Ramona (1916) - The Spanish Jade (1915) - Kid Auto Races at Venice (1914) - Making a Living (1914) |